# 通貨の信認
通貨の信認（つうかのしんにん）とは、対象とする通貨が、交換手段と価値貯蔵手段と価値尺度手段の３つの基本機能を、広い範囲で継続的に安定的に果たし続けるとの認識を、大多数の通貨利用者が持っている状態である。

## 通貨の信認をもたらす基本条件

### 交換手段としての機能（交換機能）が十分に確保されていること

#### 通貨の交換機能の基盤
- 真正な通貨であることに疑念を抱かずに使用できる状態にあること、具体的には偽物が流通することが防がれていること[3]。

### 価値貯蔵手段としての機能（価値貯蔵機能）が十分に確保されていること

#### 通貨の価値貯蔵機能の基盤
1. 「預金保険制度により、当座預金や利息の付かない普通預金等（決済用預金）は、全額保護されます。定期預金や利息の付く普通預金等（一般預金等）は、預金者１人当たり、１金融機関ごとに合算され、元本1,000万円までと破綻日までの利息等が保護されます。[4]」

### 価値尺度手段としての機能（価値尺度機能）が十分に確保されていること

#### 通貨の価値尺度機能の基盤
1. 度量衡制度の存在 - 度量衡（どりょうこう）は、租税・貨幣・土地制度などの確立のため、計量に用いる長さ（度）・体積（量）・重さ（衡）の基準を定めた制度
2. 計量行政の存在と発展 - 「計量の基準を定め、適正な計量の実施を確保する計量制度は、貨幣制度と並び、経済活動の根幹をなす制度です。我が国では、701年の大宝律令によって初めて計量制度が統一されたと言われています。現在では、計量法（平成4年法律第51号）において、取引や証明に用いる単位や計量器などについて定めており、適正かつ合理的な計量制度の確立によって、我が国の経済の発展や、国民生活の安定・消費者利益の保護を含めた文化の向上に寄与しています[5]。」

## 「通貨の信認」という用語の使用をしている動画の事例
- 経済学士&税理士・西田昌司（62）自民・副幹事長が「国家（通貨）の信認」を説明、財務省に財政政策の変更を要求｜R2.11.24 参院『財政金融委』
- 「財政破綻論者の中には円の信認が得られなくなった時が問題だと言うが、どうやっても円の信認はなくならない」西田昌司がズバッと答える一問一答おまけ【週刊西田】
- 「通貨の信認について(前半)」小野盛司　AJER2020.12.21(3)
- 「財政が破綻しても通貨の信認が失われても経済は発展する」(前半)小野盛司　AJER2021.10.26(5)
- 「通貨の信認が失われた例『圓の戦争』」(前半)小野盛司　AJER2021.9.6(1)
- 『通貨の信認が失われた例と通貨発行権行①』小野盛司　AJER2017.12.25(9)

## 財政赤字と「通貨の信認」の関係
通貨の信認を確保する基本条件である「交換手段としての機能（交換機能）が十分に確保されていること」と「価値貯蔵手段としての機能（価値貯蔵機能）が十分に確保されていること」と「価値尺度手段としての機能（価値尺度機能）が十分に確保されていること」のどれにも、財政赤字の有無や規模が「通貨の信認」に関係するとの証拠も説明も見当たらない。
財政赤字が「通貨の信認」を損なうという言説は下記のように存在するが、「通貨の信認」の定義および「通貨の信認が損なわれる仕組み」を示さないままの言説になっている。
1. 「財政の公債依存には、『受益と負担のアンバランス』、『望ましくない再分配』、『財政の硬直化による政策の自由度の減少』、『国債や通貨の信認の低下などのリスク の増大』といった問題点があります。[6]」
2. 「国債の信認が失われれば、通貨の信認や金融機関の財務状況にも悪影響を及ぼします。[7]」